# UX дизајн
Дизајн корисничког искуства (енгл. user experience design), познат и као UX дизајн (енгл. UX design), врста је дизајна производа (попут веб-сајта или апликације) који се усредсређује на употребљивост, корисност, пожељност, проналажљивост и приступачност при интеракцији с корисником.
UX дизајн дизајн је кључни аспект у креирању различитих пословних решења, попут вебсајтова, веб-апликација, мобилних апликација, електронске трговине, банкомата, паметних телефона, интерактивних екрана и других.

## Фазе процеса UX дизајна
Истраживање: UX дизајнер анализира циљну групу, конкуренцију и релевантне податке како би идентификовао корисничке потребе и изазове у дизајну.
Скица прототипа: На темељу истраживања, UX дизајнер креира скице или њирефраме-ове који се фокусирају на функционалност и структуру производа, без детаљне естетике.
Визуелни дизајн: Након договора с клијентом, приступа се креирању визуелног дизајна, који обухвата естетику производа и укључује фонтове, слике, иконе и друге визуелне елементе.
Тестирање: Прототип се тестира са стварним корисницима, а затим се дизајн побољшава на основу њиховог феедбацка.
Коначна израда: Дизајн се имплементира у функционалан производ уз евентуалне модификације ради техничких ограничења.
Одржавање: UX дизајн је континуирани процес праћења перформанси и прикупљања феедбацка ради сталног побољшања корисничког искуства.